# Norman Lewis (écrivain)
John Frederick Norman Lewis (28 juin 1908 – 22 juillet 2003) est un écrivain britannique. Il est surtout connu pour ses récits de voyage, bien qu'il ait également écrit douze romans et plusieurs volumes autobiographiques.
Il a écrit sur de nombreux sujets, notamment sur sa vie à Naples pendant la libération de l'Italie par les Alliés (Naples '44), le Vietnam et l'Indochine coloniale française (La Nuit du Dragon), l'Indonésie (Emprire d'Orient), la Birmanie (Terre d'Or), les peuples tribaux de l'Inde (A Goddess in the Stones), la Sicile et la Mafia (Le Sicilien) et la destruction causée par des missionnaires chrétiens (Les Missionnaires).
Survival International, une ONG vouée à la protection des peuples autochtones du monde entier a été créée en réaction à un des ses articles de journal intitulé « Génocide au Brésil » publié en 1969.

## Jeunesse
Lewis est né à Enfield (Middlesex) dans la banlieue de Londres d'une famille d'origine galloise.
Ses parents sont devenus spiritualistes après la mort de ses frères aînés et espéraient que le jeune Lewis deviendrait un médium. Considéré comme un enfant intelligent, Lewis aurait été victime d'intimidation de la part d'autres enfants et envoyé par ses parents vivre pendant quelques années avec trois tantes décrites comme « à moitié folles » au Pays de Galles. Après avoir été éduqué à l'Enfield Grammar School,  Lewis a essayé de gagner sa vie de diverses manières pendant la Grande Dépression des années 1930, notamment en tant que photographe de mariage, commissaire-priseur, grossiste de parapluies et pour une courte période pilote de moto au stade Harringay et à White City. À cette époque, il était un « jeune débrouillard et dandy » avec un « amour des voitures rapides et des aventures ». Pendant quelques années au cours de cette période, il vécut à Woodberry Down près de Manor House à Londres. 
Des livres de Lewis racontent son service dans l'armée britannique pendant la Seconde Guerre mondiale. Dans son autobiographie, Jackdaw Cake, il dit avoir servi dans le Corps de renseignement à Alger, en Tunisie et à Naples entre 1942 et 1944 ; dans d'autres livres, il dit qu'il a été nommé sous-lieutenant et qu'il a servi dans les 1st King's Dragoon Guards, un régiment blindé de la campagne d'Italie[réf. nécessaire]. Son récit de ses expériences pendant l'occupation alliée de l'Italie dans son livre Naples '44 (1978) a été qualifié par le Daily Telegraph de « l'un des plus grands témoignages directs de la Seconde Guerre mondiale ». Le même journal écrira à propos de son livre de 1951 sur l'Indochine française (La Nuit du Dragon) qu'il est « le meilleur témoignage de l'Indochine avant la dévastation causée par la guerre du Vietnam ».

## Sociétés tribales
Une des préoccupations majeures de Lewis était l’impact de l’activité des missionnaires sur les sociétés tribales dans le monde, et notamment en Amérique Latine. Il était hostile aux activités des missionnaires, en particulier des évangéliques américains. Ce sujet est abordé dans son livre Les Missionnaires, parmis d'autres plus courts. Il disait souvent que la plus grande réussite de sa vie était selon lui la réaction mondiale à ses écrits sur les sociétés tribales d'Amérique du Sud. En 1968, son article « Génocide au Brésil », publié dans le Sunday Times après un voyage au Brésil avec le photographe de guerre Don McCullin, suscita un tel tollé qu'il conduisit à la création de l'organisation Survival International, vouée à la protection des peuples premiers. Lewis dira plus tard de cet article qu'il était « son effort le plus utile ».

## Écrits
Lewis était fasciné par les cultures qui ont été peu influencées par le monde moderne. Cela se reflète dans ses livres sur ses voyages en Indonésie (Empire d'Orient) et parmi les peuples tribaux de l'Inde (A Goddess in the Stones)..
Lewis a écrit plusieurs volumes autobiographiques, consacrés principalement aux nombreux lieux où il a vécu, notamment l'île Sainte-Catherine dans le sud du Pays de Galles, le quartier de Bloomsbury à Londres pendant laSeconde Guerre mondiale, le Nicaragua, un village de pêcheurs espagnol (Le Chant de la Mer)  et un village près de Rome.
Lewis a également écrit douze romans. Certains d'entre eux ont connu un succès considérable au moment de leur publication, mais sa réputation littéraire repose principalement sur ses récits de voyage.

## Vie familiale
La première femme de Lewis, Ernestina Corvaja, était Suisse et Sicilienne. La vie sicilienne et le rôle de la mafiasont des thèmes majeurs qu'il a explorés dans The Honored Society (1964) et In Sicily (2000). Ses récits ne sont pas considérés comme sensationnalistes, bien qu'il n'éclipse pas les horreurs de la violence de la Mafia. Ces livres montrent une compréhension de la société sicilienne une profonde sympathie pour les souffrances du peuple sicilien. Ses liens avec la culture latine l'ont encouragé à voyager, ce qui a donné naissance à son premier livre, Aventures Espagnoles (1935). Lewis s'est marié une seconde fois, après la guerre, pour une courte durée.
Lewis est décédé à Saffron Walden dans l'Essex. Il était alors marié à une troisième épouse nommée Lesley avec qui il avait un fils, Gawaine, et deux filles, Kiki et Samara. Il avait également un fils nommé Gareth et une fille nommée Karen de son second mariage ainsi qu'un autre fils nommé Ito issu de son premier mariage. Son fils Gareth est également un écrivain.
Lewis a déclaré qu'il ne croyait « à absolument rien » et « qu'il ne croyait pas à la croyance ». Il considérait pas que l'humanité progressait.

### Romans (titres originaux)
- Samara (Cape 1949)
- Within the Labyrinth (Cape 1950; US: 1986 Carroll)
- A Single Pilgrim (Cape 1953; US: 1953 Rinehart)
- The Day of the Fox (Cape 1955;	US: 1955 Rinehart)
- The Volcanoes Above Us (Cape 1957; US: 1957 Pantheon, not dated)
- Darkness Visible (Cape 1960; US: 1960 Pantheon)
- The Tenth Year of the Ship (Collins 1962; US: 1962 Harcourt)
- A Small War Made to Order (Collins 1966; US: 1966 Brace)
- Every Man's Brother (Heinemann 1967; US: 1968 Morrow)
- Flight from a Dark Equator (Collins 1972; US: 1972 Putnam)
- The Sicilian Specialist (Random 1974; UK: 1975 Collins)
- The German Company (Collins 1979)
- The Cuban Passage (Collins 1982; US: 1982 Pantheon)
- A Suitable Case for Corruption (Hamilton 1984; US: 1984 Pantheon, as The Man in the Middle)
- The March of the Long Shadows (Secker 1987)

### Récits de voyage et autres (titres originaux)
- Spanish Adventure (1935, later disowned)
- Sand and Sea in Arabia (Routledge 1938)
- A Dragon Apparent: Travels in Indo-China (Cape 1951, Eland 1982; US: Scribner's 1951)
- Golden Earth: Travels in Burma (Cape 1952; US: Scribner's 1952)
- The Changing Sky: The Travels of a Novelist (Cape 1959; US: Pantheon 1959)
- The Honoured Society: The Mafia Conspiracy Observed (Collins 1964, Eland 2003; US: Putnam's 1964)
- Naples '44: An Intelligence Officer in the Italian Labyrinth (Collins 1978, Eland 1983; US: Pantheon 1978)
- Voices of the Old Sea (Hamilton 1984; US: Viking 1985)
- Jackdaw Cake (Hamilton 1985; new edition by Eland 2013) – an autobiography
- A View of the World (Eland 1986)
- The Missionaries (Secker 1988; US: McGraw 1988)
- To Run Across the Sea (Cape 1989)
- A Goddess in the Stones: Travels in India (Cape 1991; US: Holt 1992) (Thomas Cook Travel Book Award)
- An Empire of the East: Travels in Indonesia (Cape 1993; US: Holt 1993)
- I Came I Saw (Picador 1994) – extended issue of 'Jackdaw Cake'
- The World, The World: Memoirs of a Legendary Traveler (Cape 1996; US: Holt 1997)
- The Happy Ant-Heap (Cape 1998)
- In Sicily (Cape 2000)
- A Voyage by Dhow (and other pieces) (Cape 2001)
- The Tomb in Seville (Cape 2003